# Stade Brestois 29
Stade Brestois 29 – francuski klub piłkarski mający siedzibę w mieście Brest. Obecnie występuje w Ligue 1.

## Historia
W 1903 został założony klub l'Armoricaine de Brest. W 1950 doszło do fuzji tego klubu z pięcioma innymi drużynami – l'Armoricaine de Saint-Louis, l'Avenir de Saint-Martin, la Flamme du Pilier Rouge, la Milice de Saint-Michel oraz les Jeunes de Saint-Marc. W ten sposób powstał nowy klub o nazwie Stade brestois. Największym sukcesem klubu jest mistrzostwo Division 2 w 1981. Przez kilka sezonów Stade Brestois grał w Division 1, lecz później powrócił do Division 2. W sezonie 2009/2010 klub wywalczył awans do najwyższej klasy rozgrywkowej zajmując drugie miejsce w Ligue 2.

## Osiągnięcia
- 3. miejsce w Ligue 1: 2024
- Mistrz Division 2: 1981
- Wicemistrz Division 2/Ligue 2: 1979, 2010
- Mistrz Bretanii: 1966
- Ćwierćfinał Pucharu Francji: 1983

## Obecny skład
Stan na 22 stycznia 2024
| Nr | Poz. | Piłkarz                                  |
| -- | ---- | ---------------------------------------- |
| 2  | OB   | Bradley Locko                            |
| 3  | OB   | Lilian Brassier                          |
| 4  | OB   | Achraf Dari                              |
| 5  | OB   | Brendan Chardonnet (kapitan)             |
| 7  | NA   | Martín Satriano (wyp. z Interu Mediolan) |
| 8  | PO   | Hugo Magnetti                            |
| 9  | NA   | Steve Mounié                             |
| 10 | NA   | Romain Del Castillo                      |
| 11 | NA   | Axel Camblan                             |
| 12 | OB   | Luck Zogbé                               |
| 14 | NA   | Adrien Lebeau                            |
| 16 | BR   | Yan Marillat                             |

| Nr | Poz. | Piłkarz                                  |
| -- | ---- | ---------------------------------------- |
| 19 | OB   | Jordan Amavi (wyp. z Olympique Marsylia) |
| 20 | PO   | Pierre Lees Melou (wicekapitan)          |
| 21 | NA   | Billal Brahimi (wyp. z OGC Nice)         |
| 22 | NA   | Jérémy Le Douaron                        |
| 23 | OB   | Kamory Doumbia (wyp. z Stade de Reims)   |
| 25 | OB   | Julien Le Cardinal (wyp. z RC Lens)      |
| 26 | PO   | Mathias Pereira Lage                     |
| 27 | OB   | Kenny Lala                               |
| 28 | PO   | Jonas Martin                             |
| 30 | BR   | Grégoire Coudert                         |
| 40 | BR   | Marco Bizot                              |
| 45 | PO   | Mahdi Camara                             |

### Piłkarze na wypożyczeniu
| Nr | Poz. | Piłkarz                                                |
| -- | ---- | ------------------------------------------------------ |
| 18 | PO   | Hianga’a Mbock (wyp. do SM Caen do 30 czerwca 2024)    |
| 44 | OB   | Josué Escartin (wyp. do AC Ajaccio do 30 czerwca 2024) |

| Nr | Poz. | Piłkarz                                                      |
| -- | ---- | ------------------------------------------------------------ |
| 70 | NA   | Karamoko Dembélé (wyp. do Blackpool F.C. do 30 czerwca 2024) |
| 97 | NA   | Taïryk Arconte (wyp. do Rodez AF do 30 czerwca 2024)         |

## Reprezentanci krajów w barwach klubu
- David Ginola
- Stéphane Guivarc’h
- Vincent Guérin
- Bernard Lama
- Paul Le Guen
- Yvon Le Roux
- Claude Makélélé
- Corentin Martins
- Franck Ribéry
- José Luis Brown
- Sergio Goycochea
- Jean-Pierre Fiala Fiala
- Roberto Cabañas
- Pape Sarr
- Robert Malm
- Moustapha Salifou

## Europejskie puchary
Legenda do wszystkich tabel:
- Q – runda eliminacyjna, 1/16, 1/8, 1/4, 1/2 – odpowiednia faza rozgrywek, Grupa – runda grupowa, 1r gr – pierwsza runda grupowa, 2r gr – druga runda grupowa, F – finał, R – runda, PO – play-off
- k. – rzuty karne, los. – losowanie, Dogr. – dogrywka, w. – zasada bramek strzelonych na wyjeździe

| Sezon   | Rozgrywki     | Runda       | Przeciwnik          | Dom     | Wyjazd  | Ogólnie     |
| ------- | ------------- | ----------- | ------------------- | ------- | ------- | ----------- |
| 2024/25 | Liga Mistrzów | Faza ligowa | Real Madryt         | 0–3 (D) | 0–3 (D) | 18. miejsce |
| 2024/25 | Liga Mistrzów | Faza ligowa | FC Barcelona        | 0–3 (W) | 0–3 (W) | 18. miejsce |
| 2024/25 | Liga Mistrzów | Faza ligowa | Bayer Leverkusen    | 1–1 (D) | 1–1 (D) | 18. miejsce |
| 2024/25 | Liga Mistrzów | Faza ligowa | Szachtar Donieck    | 0–2 (W) | 0–2 (W) | 18. miejsce |
| 2024/25 | Liga Mistrzów | Faza ligowa | PSV Eindhoven       | 1–0 (D) | 1–0 (D) | 18. miejsce |
| 2024/25 | Liga Mistrzów | Faza ligowa | Red Bull Salzburg   | 4–0 (W) | 4–0 (W) | 18. miejsce |
| 2024/25 | Liga Mistrzów | Faza ligowa | Sturm Graz          | 2–1 (D) | 2–1 (D) | 18. miejsce |
| 2024/25 | Liga Mistrzów | Faza ligowa | Sparta Praga        | 2–1 (W) | 2–1 (W) | 18. miejsce |
| 2024/25 | Liga Mistrzów | 1/16        | Paris Saint-Germain | 0–3     | 0–7     | 0–10        |